# Classement des pilotes de Formule 1 par nombre de points
| Les contributeurs qui souhaitent établir les mises à jour sont priés de le faire complètement et non partiellement pour garantir l'exactitude des données de cette page. |

Ce classement prend en compte les pilotes ayant marqué plus de 100 points au cours de leur carrière en championnat du monde.
Sur les 777 pilotes ayant pris le départ d'un Grand Prix de Formule 1, 353 ont marqué des points, mais seuls 86 ont atteint ce total qui constitue un seuil significatif, même s'il est difficile de faire des comparaisons entre des pilotes ayant couru à des époques différentes, le barème d'attribution des points ayant changé à plusieurs reprises au fil des années et le nombre de Grands Prix par saison ayant lui aussi sensiblement augmenté. 33 des 34 champions du monde figurent dans ce classement ; seul Phil Hill, champion du monde en 1961 avec 98 points en 51 Grands Prix n'a pas atteint ce total.

## Classement des pilotes en activité en 2024
Vingt-deux pilotes en activité au cours de la saison 2024 ont marqué des points au cours de leur carrière dans le championnat du monde de Formule 1. Les champions du monde sont inscrits en caractères gras. Les trois champions du monde en activité figurent aux trois premières places de ce classement.
| #  | Pilote           | Pays        | Nbre de points | GP disputés | Moyenne |
| -- | ---------------- | ----------- | -------------- | ----------- | ------- |
| 1  | Lewis Hamilton   | Royaume-Uni | 4 805,5        | 349         | 13,77   |
| 2  | Max Verstappen   | Pays-Bas    | 2 899,5        | 202         | 14,35   |
| 3  | Fernando Alonso  | Espagne     | 2 325          | 395         | 5,89    |
| 4  | Valtteri Bottas  | Finlande    | 1 797          | 239         | 7,52    |
| 5  | Sergio Pérez     | Mexique     | 1 629          | 274         | 5,95    |
| 6  | Daniel Ricciardo | Australie   | 1 329          | 256         | 5,19    |
| 7  | Charles Leclerc  | Monaco      | 1 309          | 140         | 9,35    |
| 8  | Carlos Sainz Jr. | Espagne     | 1 166,5        | 199         | 5,86    |
| 9  | Lando Norris     | Royaume-Uni | 887            | 121         | 7,33    |
| 10 | George Russell   | Royaume-Uni | 612            | 121         | 5,06    |
| 11 | Nico Hülkenberg  | Allemagne   | 552            | 220         | 2,51    |
| 12 | Esteban Ocon     | France      | 427            | 150         | 2,85    |
| 13 | Pierre Gasly     | France      | 402            | 146         | 2,75    |
| 14 | Oscar Piastri    | Australie   | 319            | 39          | 8,18    |
| 15 | Lance Stroll     | Canada      | 292            | 160         | 1,83    |
| 16 | Alexander Albon  | Thaïlande   | 240            | 98          | 2,45    |
| 17 | Kevin Magnussen  | Danemark    | 192            | 179         | 1,07    |
| 18 | Yuki Tsunoda     | Japon       | 83             | 80          | 1,04    |
| 19 | Guanyu Zhou      | Chine       | 12             | 61          | 0,20    |
| 20 | Oliver Bearman   | Royaume-Uni | 7              | 2           | 3,50    |
| 21 | Franco Colapinto | Argentine   | 4              | 2           | 2,00    |
| 22 | Logan Sargeant   | États-Unis  | 1              | 36          | 0,03    |

## Classement complet
353 pilotes sur les 777 ayant pris le départ d'un Grand Prix de Formule 1 (GP) ont marqué des points, mais seulement 86 pilotes ont, à ce jour, marqué plus de 100 points au cours de leur carrière en championnat du monde.
Les pilotes de la période la plus récente, à commencer par Lewis Hamilton figurent en tête de ce classement, ce qui est logique dans la mesure où le barème de points a évolué au fil des années, passant de 9 points pour la victoire avec les six premiers qui marquent, à 10 pour une première place à partir de 1992 puis l'entrée des huit premiers dans les points de 2003 à 2010, avant que la victoire ne passe à 25 points (et 18 pour le second, contre 6 auparavant, etc.) avec un score pour les dix premiers. Les comparaisons avec les pilotes du passé s'avérèrent donc difficiles.
- Les champions du monde sont inscrits en caractères gras
- Les pilotes en activité sont inscrits avec un feu vert ()
- Les pilotes ayant obtenu le même nombre de points sont classés en fonction de la moyenne points/GP disputés

| #  | Pilote                | Pays             | Période                                | Nbre de points | GP disputés | Moyenne |
| -- | --------------------- | ---------------- | -------------------------------------- | -------------- | ----------- | ------- |
| 1  | Lewis Hamilton        | Royaume-Uni      | depuis 2007                            | 4 862,5        | 356         | 13,66   |
| 2  | Sebastian Vettel      | Allemagne        | 2007 à 2022                            | 3 098          | 299         | 10,36   |
| 3  | Max Verstappen        | Pays-Bas         | depuis 2015                            | 3 023,5        | 209         | 14,47   |
| 4  | Fernando Alonso       | Espagne          | 2001 puis 2003 à 2018 puis depuis 2021 | 2 337          | 401         | 5,83    |
| 5  | Kimi Räikkönen        | Finlande         | 2001 à 2009 puis 2012 à 2021           | 1 873          | 350         | 5,35    |
| 6  | Valtteri Bottas       | Finlande         | depuis 2013                            | 1 797          | 246         | 7,33    |
| 7  | Sergio Pérez          | Mexique          | depuis 2011                            | 1 638          | 281         | 5,83    |
| 8  | Nico Rosberg          | Allemagne        | 2006 à 2016                            | 1 594,5        | 206         | 7,74    |
| 9  | Michael Schumacher    | Allemagne        | 1991 à 2006 puis 2010 à 2012           | 1 566          | 307         | 5,10    |
| 10 | Charles Leclerc       | Monaco           | depuis 2018                            | 1 430          | 147         | 9,73    |
| 11 | Daniel Ricciardo      | Australie        | depuis 2011                            | 1 329          | 257         | 5,17    |
| 12 | Carlos Sainz Jr.      | Espagne          | depuis 2015                            | 1 272,5        | 206         | 6,18    |
| 13 | Jenson Button         | Royaume-Uni      | 2000 à 2017                            | 1 235          | 307         | 4,04    |
| 14 | Felipe Massa          | Brésil           | 2002 à 2017                            | 1 167          | 269         | 4,34    |
| 15 | Mark Webber           | Australie        | 2002 à 2013                            | 1 047,5        | 215         | 4,87    |
| 16 | Lando Norris          | Royaume-Uni      | depuis 2019                            | 1 007          | 128         | 7,87    |
| 17 | Alain Prost           | France           | 1980 à 1991 puis 1993                  | 798,5          | 199         | 4,01    |
| 18 | George Russell        | Royaume-Uni      | depuis 2019                            | 714            | 128         | 5,58    |
| 19 | Rubens Barrichello    | Brésil           | 1993 à 2011                            | 658            | 323         | 2,04    |
| 20 | Ayrton Senna          | Brésil           | 1984 à 1994                            | 614            | 161         | 3,81    |
| 21 | Nico Hülkenberg       | Allemagne        | 2010 puis 2012 à 2020 puis depuis 2022 | 571            | 227         | 2,52    |
| 22 | David Coulthard       | Royaume-Uni      | 1994 à 2008                            | 535            | 247         | 2,17    |
| 23 | Nelson Piquet         | Brésil           | 1978 à 1991                            | 485,5          | 204         | 2,38    |
| 24 | Nigel Mansell         | Royaume-Uni      | 1980 à 1992 puis 1994 à 1995           | 482            | 187         | 2,58    |
| 25 | Esteban Ocon          | France           | 2016 à 2018 puis depuis 2020           | 445            | 156         | 2,85    |
| 26 | Pierre Gasly          | France           | depuis 2017                            | 436            | 153         | 2,85    |
| 27 | Niki Lauda            | Autriche         | 1971 à 1979 puis 1982 à 1985           | 420,5          | 171         | 2,46    |
| 28 | Mika Häkkinen         | Finlande         | 1991 à 2001                            | 420            | 161         | 2,61    |
| 29 | Romain Grosjean       | France           | 2009 puis 2012 à 2020                  | 391            | 179         | 2,18    |
| 30 | Oscar Piastri         | Australie        | depuis 2023                            | 389            | 46          | 8,46    |
| 31 | Gerhard Berger        | Autriche         | 1984 à 1997                            | 385            | 210         | 1,83    |
| 32 | Jackie Stewart        | Royaume-Uni      | 1965 à 1973                            | 360            | 99          | 3,64    |
| 33 | Damon Hill            | Royaume-Uni      | 1992 à 1999                            | 360            | 119         | 3,03    |
| 34 | Ralf Schumacher       | Allemagne        | 1997 à 2007                            | 329            | 180         | 1,83    |
| 35 | Carlos Reutemann      | Argentine        | 1972 à 1982                            | 310            | 146         | 2,12    |
| 36 | Juan Pablo Montoya    | Colombie         | 2001 à 2006                            | 307            | 95          | 3,23    |
| 37 | Lance Stroll          | Canada           | depuis 2017                            | 292            | 166         | 1,76    |
| 38 | Graham Hill           | Royaume-Uni      | 1958 à 1975                            | 289            | 176         | 1,64    |
| 39 | Emerson Fittipaldi    | Brésil           | 1970 à 1980                            | 281            | 144         | 1,95    |
| 40 | Riccardo Patrese      | Italie           | 1977 à 1993                            | 281            | 256         | 1,10    |
| 41 | Juan Manuel Fangio    | Argentine        | 1950 à 1951 puis 1953 à 1958           | 277,64         | 51          | 5,44    |
| 42 | Giancarlo Fisichella  | Italie           | 1996 à 2009                            | 275            | 229         | 1,20    |
| 43 | Jim Clark             | Royaume-Uni      | 1960 à 1968                            | 274            | 72          | 3,81    |
| 44 | Robert Kubica         | Pologne          | 2006 à 2010 puis 2019 et 2021          | 274            | 99          | 2,77    |
| 45 | Jack Brabham          | Australie        | 1955 à 1970                            | 261            | 126         | 2,07    |
| 46 | Nick Heidfeld         | Allemagne        | 2000 à 2011                            | 259            | 183         | 1,42    |
| 47 | Denny Hulme           | Nouvelle-Zélande | 1965 à 1974                            | 255            | 112         | 2,21    |
| 48 | Jody Scheckter        | Afrique du Sud   | 1972 à 1980                            | 248            | 112         | 2,28    |
| 49 | Jarno Trulli          | Italie           | 1997 à 2011                            | 246,5          | 252         | 0,98    |
| 50 | Jean Alesi            | France           | 1989 à 2001                            | 241            | 201         | 1,20    |
| 51 | Alexander Albon       | Thaïlande        | 2019 à 2020 puis depuis 2022           | 240            | 104         | 2,31    |
| 52 | Jacques Villeneuve    | Canada           | 1996 à 2006                            | 235            | 163         | 1,44    |
| 53 | Jacques Laffite       | France           | 1974 à 1986                            | 228            | 176         | 1,30    |
| 54 | Clay Regazzoni        | Suisse           | 1970 à 1980                            | 212            | 132         | 1,61    |
| 55 | Alan Jones            | Australie        | 1975 à 1981 puis 1983 puis 1985 à 1986 | 206            | 116         | 1,78    |
| 56 | Ronnie Peterson       | Suède            | 1970 à 1978                            | 206            | 123         | 1,67    |
| 57 | Daniil Kvyat          | Russie           | 2014 à 2017 puis 2019 à 2020           | 202            | 110         | 1,84    |
| 58 | Kevin Magnussen       | Danemark         | 2014 à 2020 puis depuis 2022           | 202            | 185         | 1,09    |
| 59 | Bruce McLaren         | Nouvelle-Zélande | 1958 à 1970                            | 196,5          | 34          | 1,95    |
| 60 | Eddie Irvine          | Royaume-Uni      | 1993 à 2002                            | 191            | 147         | 1,30    |
| 61 | Stirling Moss         | Royaume-Uni      | 1951 à 1961                            | 186,64         | 66          | 2,83    |
| 62 | Michele Alboreto      | Italie           | 1981 à 1994                            | 186,5          | 194         | 0,96    |
| 63 | Jacky Ickx            | Belgique         | 1966 à 1979                            | 181            | 116         | 1,56    |
| 64 | René Arnoux           | France           | 1978 à 1989                            | 181            | 149         | 1,21    |
| 65 | John Surtees          | Royaume-Uni      | 1960 à 1972                            | 180            | 60          | 3,00    |
| 66 | Mario Andretti        | États-Unis       | 1968 à 1972 puis 1974 à 1982           | 180            | 128         | 1,41    |
| 67 | James Hunt            | Royaume-Uni      | 1973 à 1979                            | 179            | 92          | 1,95    |
| 68 | Heinz-Harald Frentzen | Allemagne        | 1994 à 2003                            | 174            | 157         | 1,11    |
| 69 | John Watson           | Royaume-Uni      | 1973 à 1983 puis 1985                  | 169            | 152         | 1,11    |
| 70 | Keke Rosberg          | Finlande         | 1978 à 1986                            | 159,50         | 114         | 1,40    |
| 71 | Patrick Depailler     | France           | 1972 puis 1974 à 1980                  | 141            | 95          | 1,48    |
| 72 | Alberto Ascari        | Italie           | 1950 à 1955                            | 140,14         | 86          | 1,63    |
| 73 | Dan Gurney            | États-Unis       | 1959 à 1968 puis 1970                  | 133            | 86          | 1,55    |
| 74 | Thierry Boutsen       | Belgique         | 1983 à 1993                            | 132            | 163         | 0,81    |
| 75 | Mike Hawthorn         | Royaume-Uni      | 1952 à 1958                            | 127,64         | 45          | 2,84    |
| 76 | Giuseppe Farina       | Italie           | 1950 à 1955                            | 127,33         | 33          | 3,87    |
| 77 | Kamui Kobayashi       | Japon            | 2009 à 2012 puis 2014                  | 125            | 75          | 1,67    |
| 78 | Adrian Sutil          | Allemagne        | 2007 à 2011 puis 2013 et 2014          | 124            | 128         | 0,97    |
| 79 | Elio De Angelis       | Italie           | 1979 à 1986                            | 122            | 108         | 1,13    |
| 80 | Paul di Resta         | Royaume-Uni      | 2011 à 2013 puis 2017                  | 121            | 59          | 2,05    |
| 81 | Jochen Rindt          | Autriche         | 1964 à 1970                            | 109            | 60          | 1,82    |
| 82 | Richie Ginther        | États-Unis       | 1960 à 1967                            | 107            | 52          | 2,06    |
| 83 | Gilles Villeneuve     | Canada           | 1977 à 1982                            | 107            | 67          | 1,60    |
| 84 | Heikki Kovalainen     | Finlande         | 2007 à 2013                            | 105            | 109         | 0,95    |
| 85 | Patrick Tambay        | France           | 1977 à 1979 puis 1981 à 1986           | 103            | 114         | 0,90    |
| 86 | Didier Pironi         | France           | 1978 à 1982                            | 101            | 70          | 1,44    |

## Évolution de l'attribution des points au cours du temps
| Rang                  | 1950 à 1959 | 1960     | 1961 à 1990 | 1991 à 2002 | 2003 à 2009 | 2010 à 2013 | 2014                              | 2015 à 2018 | 2019 à 2020                             | 2021                                    | 2022 à 2024                             | depuis 2025                         |
| --------------------- | ----------- | -------- | ----------- | ----------- | ----------- | ----------- | --------------------------------- | ----------- | --------------------------------------- | --------------------------------------- | --------------------------------------- | ----------------------------------- |
| 1er                   | 8 points    | 8 points | 9 points    | 10 points   | 10 points   | 25 points   | 25 points 50 points au dernier GP | 25 points   | 25 points                               | 25 points                               | 25 points                               | 25 points                           |
| 2e                    | 6 points    | 6 points | 6 points    | 6 points    | 8 points    | 18 points   | 18 points 36 points au dernier GP | 18 points   | 18 points                               | 18 points                               | 18 points                               | 18 points                           |
| 3e                    | 4 points    | 4 points | 4 points    | 4 points    | 6 points    | 15 points   | 15 points 30 points au dernier GP | 15 points   | 15 points                               | 15 points                               | 15 points                               | 15 points                           |
| 4e                    | 3 points    | 3 points | 3 points    | 3 points    | 5 points    | 12 points   | 12 points 24 points au dernier GP | 12 points   | 12 points                               | 12 points                               | 12 points                               | 12 points                           |
| 5e                    | 2 points    | 2 points | 2 points    | 2 points    | 4 points    | 10 points   | 10 points 20 points au dernier GP | 10 points   | 10 points                               | 10 points                               | 10 points                               | 10 points                           |
| 6e                    |             | 1 point  | 1 point     | 1 point     | 3 points    | 8 points    | 8 points 16 points au dernier GP  | 8 points    | 8 points                                | 8 points                                | 8 points                                | 8 points                            |
| 7e                    |             |          |             |             | 2 points    | 6 points    | 6 points 12 points au dernier GP  | 6 points    | 6 points                                | 6 points                                | 6 points                                | 6 points                            |
| 8e                    |             |          |             |             | 1 point     | 4 points    | 4 points 8 points au dernier GP   | 4 points    | 4 points                                | 4 points                                | 4 points                                | 4 points                            |
| 9e                    |             |          |             |             |             | 2 points    | 2 points 4 points au dernier GP   | 2 points    | 2 points                                | 2 points                                | 2 points                                | 2 points                            |
| 10e                   | -           | -        | -           | -           | -           | 1 point     | 1 point 2 points au dernier GP    | 1 point     | 1 point                                 | 1 point                                 | 1 point                                 | 1 point                             |
| Meilleur tour         | 1 point     |          |             |             |             |             |                                   |             | 1 point si le pilote finit au moins 10e | 1 point si le pilote finit au moins 10e | 1 point si le pilote finit au moins 10e |                                     |
| Qualifications Sprint |             |          |             |             |             |             |                                   |             |                                         | de 3 à 1 points pour les 3 premiers     |                                         |                                     |
| Sprint                |             |          |             |             |             |             |                                   |             |                                         |                                         | de 8 à 1 points pour les 8 premiers     | de 8 à 1 points pour les 8 premiers |